# Kareta Wrocławski
Kareta Wrocławski – pseudonim wrocławskiej grupy autorskiej piszącej fantastykę, w której skład wchodzą Eugeniusz Dębski, Andrzej Drzewiński (sami będący dość znanymi autorami fantastyki), Adam Cebula (znany z popularnonaukowych artykułów w miesięczniku „Science Fiction” i internetowym czasopiśmie „Fahrenheit”) i Piotr Surmiak. Ich opowiadanie Pandemolium było w 1998 roku nominowane do Nagrody im. Janusza A. Zajdla.

## Członkowie grupy

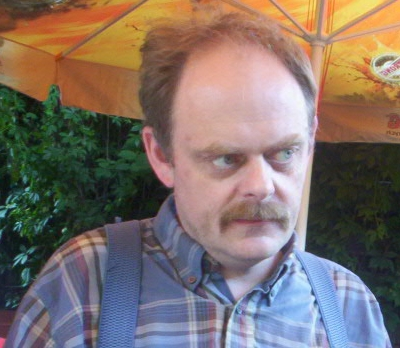
Adam Cebula
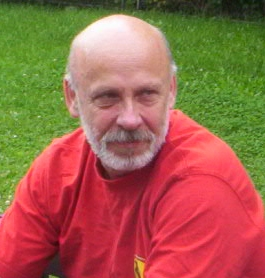
Eugeniusz Dębski
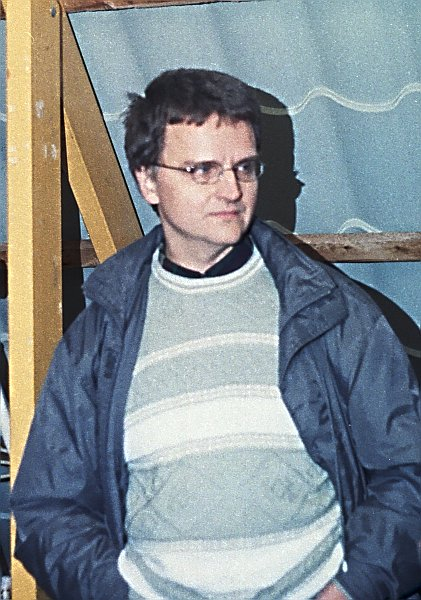
Andrzej Drzewiński

## Opowiadania
- Podwójna Moc Drożdży
- Pandemolium
- Smoczy Wyścig.